# Antonio Eslava Rubio
Antonio Eslava Rubio (Carmona, 13 de mayo de 1909 - ibídem, 18 de diciembre de 1983) fue un imaginero español que tuvo su periodo de actividad durante las décadas de los años 40 al 70 del siglo XX. Inició sus estudios de manos de afamados profesores como Manuel Echegoyan, José Lafita y Juan Luis Vassallo.
Está reconocido como uno de los mejores escultores del siglo XX, y es distinguido por la gran expresividad y delicadeza con que esculpía sobre madera la anatomía de las manos para imágenes religiosas, destacando las manos de Jesús de la Sentencia de la Hermandad de la Macarena (Sevilla) y las de María Santísima de la Victoria de la Hermandad de la Victoria (Huelva).

## Obras
Cuenta con más de un centenar de obras, como titulares de cofradías de penitencia, la mayoría de ellas en Andalucía. Es autor, entre otras, de:
- En 1958 la imagen de la Esperanza Macarena de Madrid, para la Hermandad del Gran Poder y de la Esperanza Macarena (Madrid).[1]
- En 1943, la imagen del Santísimo Cristo del Descendimiento de su Hermandad de la Quinta Angustia de Carmona (Sevilla).
- En 1947, la imagen de la Magdalena, que procesionaba en el misterio de la Hermandad de Las Aguas. Desde 2012 procesiona en el misterio de la Hdad. de la Sagrada Expiración de Carmona, del cual también es su autor.

- En 1947, la imagen del Santísimo Cristo de la Sagrada Expiración de Carmona (Sevilla).
- En 1948, la imagen de Nuestro Padre Jesús de la Oración en el Huerto de Sanlúcar de Barrameda (Cádiz).
- En 1949, la imagen de Nuestro Padre Jesús Cautivo de Sanlúcar de Barrameda (Cádiz).
- En 1949, las imágenes de los dos ladrones, Dimas y Gestas del misterio de la Hdad. de la Sagrada Expiración de Carmona (Sevilla).
- En 1952, la imagen de María Santísima de la Esperanza de la cofradía del Perdón de Jaén
- En 1954, la imagen de Nuestro Padre Jesús en su Sagrada Flagelación en La Línea de la Concepción (Cádiz).
- En 1956, la imagen de la Virgen de la Esperanza de la cofradía de la Esperanza y Jesús Preso de Marmolejo (Jaén)
- En 1956, la imagen de María Santísima del Mayor Dolor de la Hermandad Sacramental del Gran Poder y María Santísima del Mayor Dolor (Paterna del Campo, Huelva).
- En 1957, la imagen de Santa María Magdalena, para la Hermandad del Amor de Jerez de la Frontera.
- En 1960, las manos de Santa María del Monte Calvario, de la Hermandad del Monte Calvario (Málaga).
- En 1962, la imagen de Nuestro Padre Jesús Cautivo de Pilas (Sevilla).
- En 1962, Cristo de la Caridad de la Hermandad de Santa Marta, Jerez de la Frontera.
- En 1962, las imágenes de Santa Marta, Santa María Magdalena, San José de Arimatea y Nicodemo de la Hermandad de Santa Marta, Jerez de la Frontera.
- En 1963, las imágenes de Santa María Cleofas y Santa María Salome de la Hermandad de Santa Marta, Jerez de la Frontera.
- En 1964, la imagen de Nuestra Señora del Carmen, patrona y alcaldesa mayor de Estepona, de la Hermandad del Carmen (Estepona).
- En 1964, Nuestro Padre Jesús Nazareno de Alburquerque (Badajoz)
- En 1964, la Virgen de las Penas de la Hermandad de las Penas (Málaga).
- En 1964, la Virgen de los Dolores de Lantejuela (Sevilla)
- En 1965, la imagen de San Juan Evangelista que acompaña a Santa María del Monte Calvario, de la Hermandad del Monte Calvario (Málaga).
- En 1966, la talla de los pies y las manos de Nuestro Padre Jesús de la Sentencia de la Hermandad de la Esperanza Macarena (Sevilla).
- En 1967, la talla completa de la Virgen de los Dolores de Santa Cruz inspirada en la madre de dicho imaginero
- En 1968, el imaginario realiza las manos de María Santísima de la Victoria de la Hermandad de la Victoria (Huelva), de Huelva.
- En 1969, la imagen de Nuestra Señora de la Victoria, de la Hermandad de la Borriquita (Sanlúcar de Barrameda)
- En 1969, Virgen de Penas y Lágrimas y San Juan, de la Hermandad de Santa Marta, de Jerez de la Frontera.
- En 1969, las manos de la Virgen de la Salud, de la Hermandad de San Gonzalo (Sevilla).
- En 1969, la imagen de Nuestro Padre Jesús Cautivo, titular de la Hermandad del Amor de Jerez de la Frontera.
- En 1970, el Santísimo Cristo Yacente de la Paz y la Unidad en el Misterio de su Sagrada Mortaja, de la Hermandad del Monte Calvario (Málaga).
- En 1973, Nuestra Señora del Carmen y su niño, titular de la Hermandad del Carmen de San Juan de Aznalfarache (Sevilla).
- En 1973, Nuestra Señora y Madre de los Desamparados, Las Penas de Santiago.
- En 1974 talla el nuevo cuerpo de la imagen de Ntro. Padre Jesús Despojado de sus Vestiduras de la Hermandad de Jesús Despojado (Sevilla)
- En 1975, la imagen de Nuestra Señora de la Esperanza, de la Hermandad y Cofradía de Nazarenos del Señor Amarrado a la Columna, Cristo de la Caridad y María Santísima, Madre de la Iglesia, Reina de la Paz y Esperanza Nuestra de Villanueva de Córdoba (Córdoba)
- En 1976, la imagen de Nuestra Señora de la Amargura, de la Hermandad de Nuestro Padre Jesús Nazareno de Castilblanco de los Arroyos (Sevilla)
- En 1976, la imagen de Nuestra Señora Reina de los Ángeles en sus Misterios Dolorosos, posteriormente intervenida y transformada en imagen de Gloria, para la Hermandad de la Sangre (Córdoba) en 1980
- En 1977, la imagen de Nuestro Padre Jesús Nazareno de los Pasos en el Monte Calvario, de la Cofradía del Rocío (Málaga).
- En 1978, las manos de la Virgen de la Concepción, de la Archicofradía del Huerto (Málaga) .
- En 1978, la imagen de Nuestro Padre Jesús de la Sangre en el Desprecio del Pueblo, de la Hermandad de la Sangre (Córdoba) .
- En 1979, la imagen de Nuestro Padre Jesús de Pasión de Fuengirola (Málaga).
- En 1979, la imagen de San Juan Evangelista Las Penas de Santiago